# Amparo, São Paulo

Vị trí của Amparo trong bản đồ

Amparo là một đô thị ở bang São Paulo, Brasil. Thành phố này có dân số (năm 2007) là 62.692 người, diện tích là 446,009 km², mật độ dân số 151,4 người/km². Đô thị này nằm ở độ cao 674 m, cách thủ phủ bang São Paulo 125 km. Amparo nằm ở khu vực khí hậu cận nhiệt đới. Theo điều tra năm 2000, Amparo có:
- Tổng dân số 60.404 người, trong đó, dân số thành thị: 43.357, nông thôn: 17.047 người.
- Nam giới: 30.124, nữ giới: 30.280 người.
- Mật độ dân số 135,43 người/km².
- Tuổi thọ: 69,76 năm.
- Tỷ lệ trẻ dưới 1 tuổi tử vong (trên 1 triệu): 18,74
- Tỷ lệ biết đọc biết viết: 92,91% dân số.
- Chỉ số phát triển con người: 0,806
- Tỷ lệ sinh (trẻ/bà mẹ): 1,85

Đô thị này giáp các đô thị: Tây: Monte Alegre do Sul và Tuiuti; Bắc: Santo Antônio da Posse, Itapira và Serra Negra; Đông: Jaguariúna và Pedreira; Nam: Morungaba.

## Sông ngòi
- Sông Camanducaia
- Sông Jaguari

## Nhân vật nổi tiếng
- Bernardino José de Campos Júnior
- Francisco Franco da Rocha
- Manuel José Gomes
- Laudo Ferreira de Camargo
- Francisco José Zugliani
- Carlos de Campos
- Luisão
- Alex Sandro da Silva
- Cyro Silva